# Yonah Schimmel's Knish Bakery
Yonah Schimmel's Knish Bakery (lit. 'la panadería Knish de Yonah Schimmel') es una panadería y restaurante, ubicada en 137 East Houston Street (entre Primera Avenida y Segunda Avenida), en el Lower East Side, Manhattan, que vende knishes en el Lower East Side desde 1890. Su ubicación actual en Calle Houston abrió sus puertas en 1910.
Como el Lower East Side ha cambiado a lo largo de las décadas y muchos de sus residentes judíos se han ido, Yonah Schimmel's es uno de los pocos negocios y restaurantes claramente judíos que permanecen como un elemento fijo de esta cultura y cocina en gran parte difuntas.
Como se cita en The Underground Gourmet, una reseña de Yonah Schimmel's en una colección de reseñas de restaurantes de Milton Glaser y Jerome Snyder, "Ningún político de Nueva York en los últimos 50 años ha sido elegido para un cargo sin tener al menos una fotografía que lo muestre en la Lower East Side con un cuchillo en la cara".

## Historia
Alrededor de 1890, Yonah Schimmel, un inmigrante rumano, usó una carretilla de mano para comenzar su panadería knish. A medida que el negocio crecía, Yonah y su primo Joseph Berger alquilaron una pequeña tienda en la calle Houston. Cuando Yonah dejó el negocio unos años más tarde, Berger se hizo cargo del negocio, conservando el nombre original. En 1910, los Berger trasladaron el negocio al lado sur de Houston Street, en su ubicación actual. Yonah Schimmel's ha sido propiedad de una familia desde sus inicios y actualmente es operado por el sobrino nieto de Yonah, Alex Wolfman.
En 1995, el entonces dueño de la tienda, Sheldon Keitz, estuvo implicado en un esquema de usura. La tienda estaba entre los lugares donde se pagaban los préstamos.
El restaurante ofrece una serie de variedades de knishes, incluidos los knishes tradicionales de patata y kasha (grano de trigo sarraceno), conocidos por usar la misma receta desde la apertura de la panadería, además de otros tipos de comida de Europa del Este como el borscht, y ofrece comida para llevar.

## En la cultura
Es tanto un punto de referencia como un restaurante y con frecuencia ha sido el tema de un artista. En la colección permanente del Museo de la Ciudad de Nueva York hay un retrato de la panadería Yonah Schimmel Knish por Hedy Pagremanski. El artista judío-irlandés Harry Kernoff pintó esta panadería en un viaje a Nueva York en 1939. Más recientemente aparece en la película de Woody Allen de 2009 Which Works.

## Galería

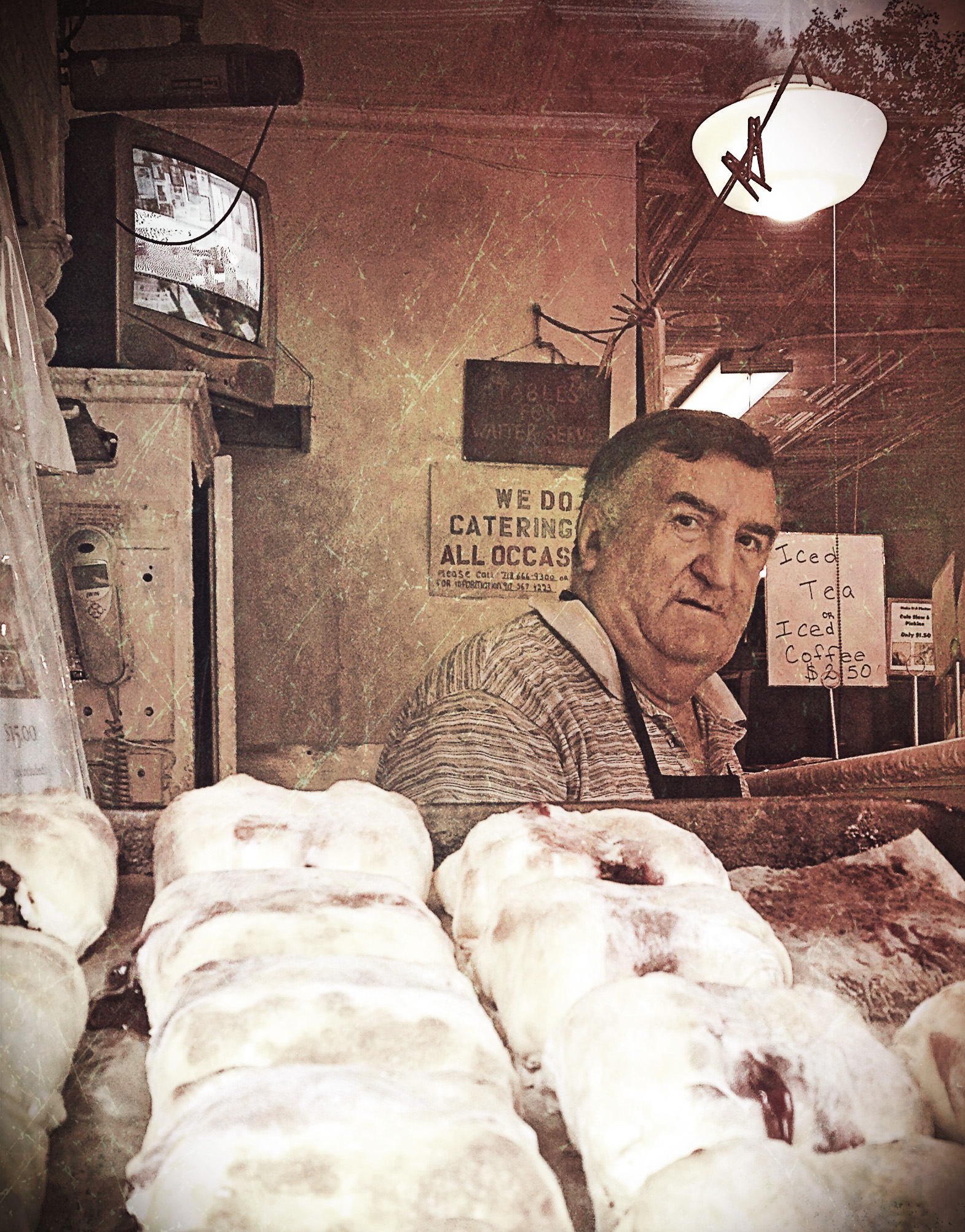
Alex Wolfman
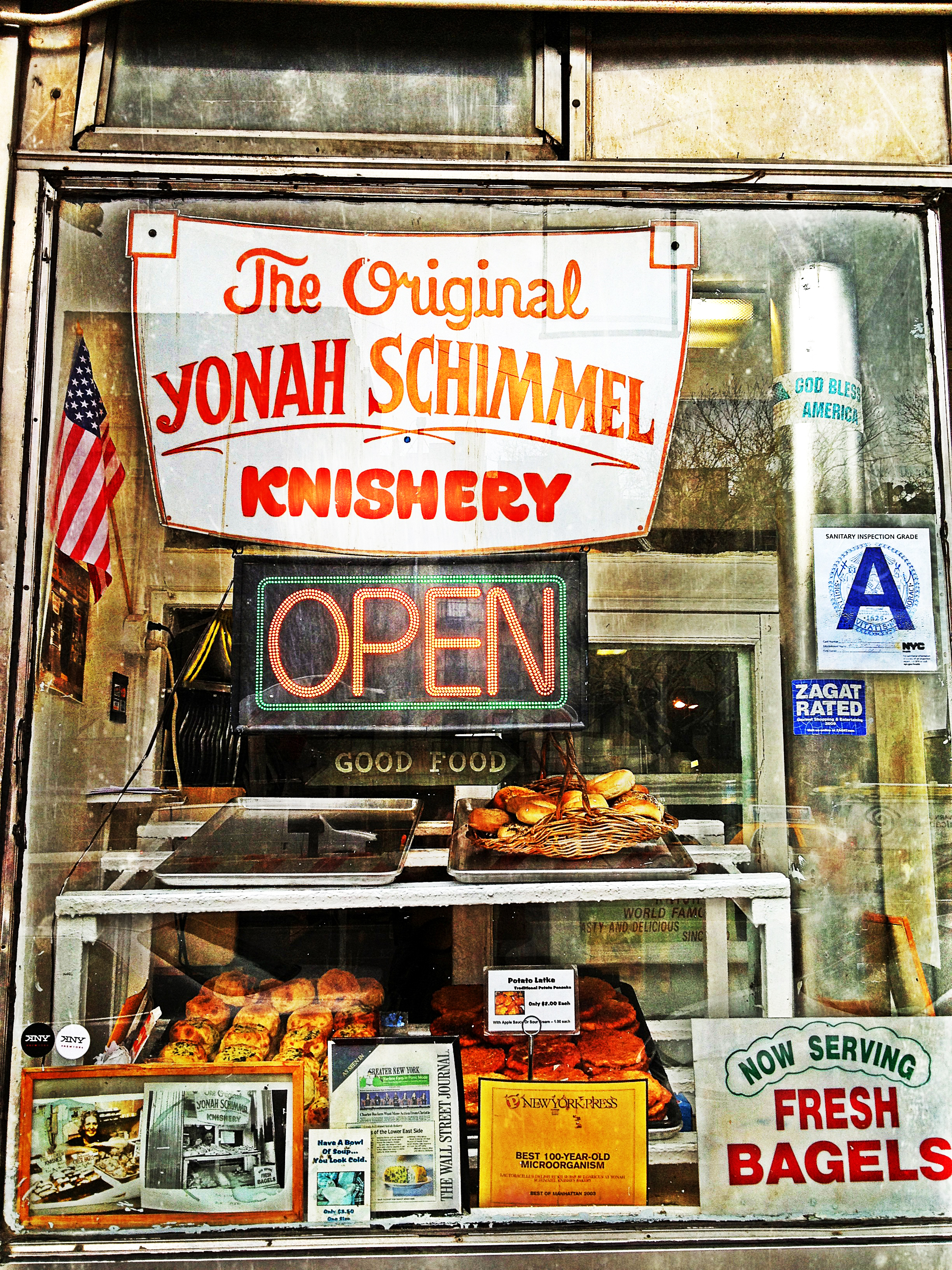
Vitrina sur